# Torneo di Tolone 2015
Il Torneo di Tolone del 2015 è stata la 43ª edizione di questo torneo calcistico, e si è disputato dal 27 maggio al 7 giugno 2015.

## Infrastrutture

### Stadi
| Tolone Aubagne Saint-Raphaël Salon-de-Provence Hyères | Tolone                                             | Tolone                                             | Aubagne                                      |
| ----------------------------------------------------- | -------------------------------------------------- | -------------------------------------------------- | -------------------------------------------- |
| Tolone Aubagne Saint-Raphaël Salon-de-Provence Hyères | Stade Mayol                                        | Stade Léo Lagrange                                 | Stade de Lattre-de-Tassigny                  |
| Tolone Aubagne Saint-Raphaël Salon-de-Provence Hyères | Coordinate geografiche: 43°07′08.21″N 5°56′11.51″E | Coordinate geografiche: 43°07′40.54″N 5°58′22.66″E | Coordinate geografiche: 43°17′38″N 5°33′44″E |
| Tolone Aubagne Saint-Raphaël Salon-de-Provence Hyères | Capacità: 15 000                                   | Capacità: 10 500                                   | Capacità: 1 000                              |
| Tolone Aubagne Saint-Raphaël Salon-de-Provence Hyères |                                                    |                                                    |                                              |
| Tolone Aubagne Saint-Raphaël Salon-de-Provence Hyères | Saint-Raphaël                                      | Salon-de-Provence                                  | Hyères                                       |
| Tolone Aubagne Saint-Raphaël Salon-de-Provence Hyères | Stade Louis Hon                                    | Stade Marcel Roustan                               | Stade Perruc                                 |
| Tolone Aubagne Saint-Raphaël Salon-de-Provence Hyères | Coordinate geografiche: 43°25′47″N 6°48′26″E       | Coordinate geografiche: 43°38′08.64″N 5°05′34.33″E | Coordinate geografiche: 43°07′13″N 6°08′31″E |
| Tolone Aubagne Saint-Raphaël Salon-de-Provence Hyères | Capienza: 3 000                                    | Capienza: 2 000                                    | Capienza: 1 410                              |
| Tolone Aubagne Saint-Raphaël Salon-de-Provence Hyères |                                                    |                                                    |                                              |

## Squadre partecipanti
| Pr. | Squadra        | Confederazione | Partecipazioni precedenti al torneo | Ultima presenza |
| --- | -------------- | -------------- | ----------------------------------- | --------------- |
| 1   | Francia        | UEFA           | 1 (2014)                            | Tolone 2014     |
| 2   | Inghilterra    | UEFA           | 1 (2014)                            | Tolone 2014     |
| 3   | Stati Uniti    | CONCACAF       | -                                   | Esordiente      |
| 4   | Costa Rica     | CONCACAF       | -                                   | Esordiente      |
| 5   | Marocco        | CAF            | -                                   | Esordiente      |
| 6   | Cina           | AFC            | 1 (2014)                            | Tolone 2014     |
| 7   | Messico        | CONCACAF       | 1 (2014)                            | Tolone 2014     |
| 8   | Costa d'Avorio | CAF            | -                                   | Esordiente      |
| 9   | Qatar          | AFC            | 1 (2014)                            | Tolone 2014     |
| 10  | Paesi Bassi    | UEFA           | -                                   | Esordiente      |

Nota bene: nella sezione "partecipazioni precedenti al torneo", le date in grassetto indicano che la nazione ha vinto quella edizione del torneo.

## Arbitri
| Confederazione | Arbitri              | Nazione        |
| -------------- | -------------------- | -------------- |
| AFC            | Fahad Jaber Al-Marri | Qatar          |
| CAF            | Abou Coulibaly       | Costa d'Avorio |
| CAF            | Adil Zourak          | Marocco        |
| CONCACAF       | Oscar Macias Romo    | Messico        |
| CONCACAF       | Robert Sibiga        | Stati Uniti    |
| UEFA           | Fabio Verissimo      | Portogallo     |
| UEFA           | Denis Higler         | Paesi Bassi    |
| UEFA           | Amaury Delerue       | Francia        |

## Risultati

### Fase a gironi

#### Gruppo A

##### Classifica
| Pos. | Squadra     | Pt | G | V | N | P | GF | GS | DR |
| ---- | ----------- | -- | - | - | - | - | -- | -- | -- |
| 1.   | Francia     | 12 | 4 | 4 | 0 | 0 | 11 | 2  | +9 |
| 2.   | Stati Uniti | 6  | 4 | 2 | 0 | 2 | 6  | 6  | 0  |
| 3.   | Paesi Bassi | 6  | 4 | 2 | 0 | 2 | 9  | 10 | -1 |
| 4.   | Costa Rica  | 4  | 4 | 1 | 1 | 2 | 6  | 7  | -1 |
| 5.   | Qatar       | 1  | 4 | 0 | 1 | 3 | 2  | 9  | -7 |

##### Risultati
| Arbitro: | Coulibaly |

|                           |           |                  |
| El Ghazi 3’ Vloet 6’, 32’ | Marcatori | 39’, 58’ Ramírez |

| Arbitro: | Zourak |

|            |           |                                        |
| Morris 65’ | Marcatori | 10’ Bahlouli 11’ Crivelli 21’ Sparagna |

| Arbitro: | Coulibaly |

|                                            |           |          |
| Kiesewetter 17’ Hernández 23’ Packwood 42’ | Marcatori | 9’ Darri |

| Arbitro: | Romo |

|  |           |                        |
|  | Marcatori | 10’ Hunou 69’ Kaabouni |

| Arbitro: | Romo |

|                           |           |            |
| Matarrita 24’ Ramírez 55’ | Marcatori | 29’ Alashe |

| Arbitro: | Zourak |

|                                                          |           |              |
| Hateboer 23’ van Overbeek 48’ Rayhi 50’ Janssen 52’, 74’ | Marcatori | 78’ Al-Yahri |

| Arbitro: | Verissimo |

|  |           |          |
|  | Marcatori | 7’ Green |

| Arbitro: | Coulibaly |

|                   |           |            |
| Crivelli 39’, 61’ | Marcatori | 66’ Flores |

| Arbitro: | Zourak |

|              |           |               |
| Lassiter 67’ | Marcatori | 45’ Al-Salemi |

| Arbitro: | Romo |

|                                                 |           |  |
| Habran 18’ Kaabouni 48’ N'Nomo 53’ Crivelli 73’ | Marcatori |  |

#### Gruppo B

##### Classifica
| Pos. | Squadra        | Pt | G | V | N | P | GF | GS | DR  |
| ---- | -------------- | -- | - | - | - | - | -- | -- | --- |
| 1.   | Marocco        | 8  | 4 | 2 | 2 | 0 | 8  | 4  | +4  |
| 2.   | Inghilterra    | 7  | 4 | 2 | 1 | 1 | 9  | 7  | +2  |
| 3.   | Messico        | 7  | 4 | 2 | 1 | 1 | 6  | 4  | +2  |
| 4.   | Costa d'Avorio | 5  | 4 | 1 | 2 | 1 | 5  | 3  | +2  |
| 5.   | Cina           | 0  | 4 | 0 | 0 | 4 | 1  | 11 | -10 |

##### Risultati
| Arbitro: | Higler |

|          |           |            |
| Bayo 65’ | Marcatori | 46’ Guzmán |

| Arbitro: | Al-Marri |

|                               |           |                                |
| Gray 8’ Watmore 24’ Apkom 77’ | Marcatori | 13’ Hajhouj 14’, 39’ Bencharki |

| Arbitro: | Sibiga |

|                        |           |          |
| Apkom 10’ Robinson 43’ | Marcatori | 77’ Kone |

| Arbitro: | Verissimo |

|  |           |                                            |
|  | Marcatori | 21’ Bencharki 69’ (aut.) Haiqing 80’ Bahja |

| Salon-de-Provence 1 giugno 2015, ore 17:00 CEST | Marocco | 0 – 0 referto | Costa d'Avorio | Stade Marcel Roustan\| Arbitro: \| Delerue \| |
| Arbitro:                                        | Delerue |               |                |                                               |

| Arbitro: | Al-Marri |

|  |           |                   |
|  | Marcatori | 41’, 58’ Cisneros |

| Arbitro: | Sibiga |

|                            |           |  |
| Bedia 6’, 27’ Ouattara 31’ | Marcatori |  |

| Arbitro: | Higler |

|                      |           |             |
| Bueno 44’ Zúñiga 70’ | Marcatori | 15’ Watmore |

| Arbitro: | Higler |

|                            |           |           |
| El Karti 41’ Bencharki 61’ | Marcatori | 27’ Pérez |

| Arbitro: | Sibiga |

|            |           |                                               |
| Guo Yi 55’ | Marcatori | 39’ Aarons 52’ Baker 59’ (aut.) Zhang Xiaobin |

### Fase a eliminazione diretta

#### Finale per il terzo posto
| Arbitro: | Verissimo |

|                                     |           |           |
| Hernández 7’ (rig.) Joya 66’ (rig.) | Marcatori | 10’ Hause |

#### Finale
| Arbitro: | Al-Marri |

|                                      |           |             |
| Habran 56’ Sparagna 64’ Diarra 90+1’ | Marcatori | 3’ Ennafati |

## Statistiche

### Classifica marcatori
4 reti
- Achraf Bencharki
- Enzo Crivelli

3 reti
- David Ramírez

2 reti
- Chuba Akpom
- Duncan Watmore
- Romain Habran
- Younès Kaabouni
- Stéphane Sparagna

- Carlos Cisneros
- Rai Vloet
- Vincent Janssen
- Chris Bedia
- Alonso Hernández

1 rete
- Guo Yi
- Dylan Flores
- Ariel Lassiter
- Rónald Matarrita
- Rolando Aarons
- Lewis Baker
- Demarai Gray
- Kortney Hause
- Callum Robinson
- Farès Bahlouli
- Mamadou Diarra
- Adrien Hunou
- Ulrich N'Nomo
- Vakoun Bayo
- Abdul Manfouss Kone
- Ousmane Adama Outtara
- Marco Bueno
- Carlos Guzmán
- Michael Pérez

- Martín Zúñiga
- Soufiane Bahja
- Adam Ennafati
- Reda El Hajhouj
- Walid El Karti
- Brahim Darri
- Anwar El Ghazi
- Mohamed Rayhi
- Clint Leemans
- Elvio van Overbeek
- Hans Hateboer
- Hodayfa Al-Salemi
- Othman Al-Yahri
- Fatai Alashe
- Julian Green
- Jerome Kiesewetter
- Jordan Morris
- Will Packwood
- Benji Joya

Autoreti
- Zhang Xiaobin (1, pro  Inghilterra)
- Cao Haiqing (1, pro  Marocco)